# Гапчук Юлія Олександрівна
Гапчук Юлія Олександрівна (нар. 27 вересня 1982, Київ) — українська акторка та співачка.
Відома ролями в документальному серіалі «Речдок», в серіалах «Колір помсти» і «Людина без серця».

## Біографія та акторська діяльність
Народилася 27 вересня 1982 року в родині, яка не мала стосунку до мистецтва: мати Людмила — педіатриня, тато Олександр — електрик.
З п'яти до 16 років займалась професійно народними танцями в ансамблі «Барвіночок». З 12 років почала займатися вокалом у тому ж ансамблі.
З ініціативи матері розпочала навчання в музичній школі по класу скрипки, але не завершила його.
У 1999 році закінчила школу. Коли настав час вступати до університету, мала думки піти шляхом матері — вступити на медичний факультет, але мистецтво перемогло і після школи Юлія вступила до Київський національний університет культури та мистецтв на народну хореографію.
У 2000 році стала учасницею гурту «Гавана». Через музичну кар'єру всі іспити та заліки здавала за індивідуальним графіком.
Під час участі в гурті познайомилася з модельєром Олександром, з яким одружилася.
У 2003 році Юлія Гапчук покинула гурт у зв'язку з вагітністю і народила сина.
Після народження сина переглядала кар'єрні плани та пішла на курси телеведучих. Там познайомилася з режисером Сергієм Архипчуком, гримеркою Оленою Міловановою та з одногрупниками. За їх рекомендацією була зроблена фотосесія та розіслана по кастингових агентствах. З кастинг агентства покликали зніматися у серіал «Єфросинія», який став першою кінороботою Юлії Гапчук.
Під час роботи в серіалі акторка познайомилася з актором Олександром Герелесом, котрий працював в театрі «Візаві», і потрапила в цей театр.
Далі працювала в різноманітних українських серіалах: «Весна у грудні», «Повернення Мухтара» 9 сезон, «Пес», «Відділ 44», «Речдок».
Однією з перших лінійних ролей стала роль у серіалі «Не зарікайся».
Під час роботи в театрі «Візаві» Гапчук усвідомила брак теоретичних знань і вирішила здобувати другу вищу освіту за спеціальністю акторки театру та кіно.
Навчання довелося поєднувати з роботою в театрі, виставами, новими постановками, пробами та кінозйомками. Деякі сімейні обов'язки в той час частково виконував її чоловік Олександр.
У 2017 році Гапчук закінчила здобуття освіти та у 2018 році розпочала роботу в театрі «Актор». Паралельно продовжує активно зніматися у різних проєктах.
У 2019 році закінчила аспірантуру та стає кандидатом культурологічних наук.

## Особисте життя[2][3]
У 2002 році Юлія Гапчук познайомилась з модельєром Олександром, прийшовши з колегами з гурту замовляти концертні костюми. 10 вересня 2002 року вони одружилися.
У 2004 році народила сина Кирила.
У 2021 пара розлучилась.

## Музична діяльність
У 2000 році Юлія Гапчук стала учасницею гурту «Гавана». Виступала в одному складі з Ольгою Осталецькою, Іриною Мітянець, Алевтиною Журавель та Ольгою Єрмиловою.
У 2002 був записаний альбом «Время кошек»
До нього входило 10 пісень:
- «Время кошек»
- «Подними голову выше»
- «Бон вояж»
- «Яркие цветы лета»
- «Чего хочет Мари»
- «Осень…Я…И-огонь»
- «Месяц со звездою из созвездия Овен»
- «Мечта (Самая простая девушка на свете)»
- «Лето вернется»
- «Девчонки-королевы».

У 2003 році пішла з гурту з причини вагітності.

## Театр[5]
| Назва                                                                               | Роль                           | Режисер         |
| ----------------------------------------------------------------------------------- | ------------------------------ | --------------- |
| «Замуж за три миллиона» Т. Морозової                                                | Брі                            | Євгеній Морозов |
| «Поцелуй императрицы» Т. Морозової                                                  | Княжна Тараканова              | Євгеній Морозов |
| Искушение монахини» за мотивами твору Д. Дідро «Монахиня»                           | Монахиня Марія                 | Євгеній Морозов |
| «Белая горячка под красным флагом» за твором Юза Алешковського «Николай Николаевич» | Медсестра                      | Євгеній Морозов |
| «Муж по недоразумению» Т. Морозової                                                 |                                | Євгеній Морозов |
| Шрек против Кощея                                                                   | Фіона, Василіса, Кіт у чоботях | Євгеній Морозов |

| Назва                    | Роль    | Режисер    |
| ------------------------ | ------- | ---------- |
| Ми всі дорослі люди      | Сільвія | К. Башкіна |
| Попы, менты, бабло, бабы | Анжела  | М. Голенко |

| Назва                  | Роль       | Режисер   |
| ---------------------- | ---------- | --------- |
| Костя, Катя, мама, чай | тьотя Женя | Т. Губрій |

| Назва                                              | Роль | Режисер          |
| -------------------------------------------------- | ---- | ---------------- |
| «ЖЕК — жорсткий екзистенційний конфлікт» Д. Зенкін |      | Сергій Корнієнко |

| Назва                       | Роль                      | Режисер |
| --------------------------- | ------------------------- | ------- |
| Естроген                    | Наталя Олексіївна         | В. Жила |
| Здрастуйте, я ваша тітонька | Донна Люція де Альвадорец | В. Жила |
| Дім божевільних» режисер    | Амалія                    | В. Жила |
| «Вишневий сад» А. Чехов     | Шарлотта                  | В. Жила |

## Фільмографія[7]
| Рік       | Назва                                            | Роль                                                      |
| --------- | ------------------------------------------------ | --------------------------------------------------------- |
| 2009      | Єфросинія                                        | секретарка мера                                           |
| 2009      | За законом                                       | жертва                                                    |
| 2010      | Пряний смак кохання                              | Епізод                                                    |
| 2010      | Маршрут милосердя (72 серія)                     |                                                           |
| 2011      | Остання справа Казанови                          | Епізод                                                    |
| 2011      | Нова сукня Корольової                            | Епізод                                                    |
| 2011      | Весна у грудні (2 серія)                         | Епізод                                                    |
| 2013      | Кохай мене                                       | Іра                                                       |
| 2014      | Повернення Мухтара ( 9 сезон 44 серія)           | Власниця шуби                                             |
| 2015      | Клініка (3 серія)                                | Оленка                                                    |
| 2015      | Відділ 44 (9 серія)                              | Катя Шилова                                               |
| 2015      | Сімейні мелодрами (5 сезон 3 серія)              | Люба Кравцова                                             |
| 2015      | Пес ( 1 сезон 15 серія)                          | Епізод                                                    |
| 2016      | Не зарікайся                                     | Алла                                                      |
| 2016      | Між коханням та ненавистю (2 серія)              | Дружина Пономарьова                                       |
| 2016      | Центральна лікарня (10 серія)                    | Мама Лілії                                                |
| 2016      | Ментівські війни. Київ. (На круги своя. 4 серія) | Інга Матвіївна                                            |
| 2017      | Добрі наміри (17, 18 серії)                      | Медсестра                                                 |
| 2017      | Віталька (201 серія)                             | Тренерка на курсах для вагітних                           |
| 2017      | Вікно життя ( 2 сезон 8 серія)                   | Мирослава Станіславівна                                   |
| 2017      | Зустрічна смуга (1 серія)                        | Ірина Олегівна                                            |
| 2017      | Черговий лікар ( 3 сезон 34 серія)               | Катя, дружина Вадима                                      |
| 2017      | Забута жінка (1 серія)                           | Епізод                                                    |
| 2017      | Реальна містика Щоб тобі відсохло                | Марія                                                     |
| 2017      | Жіночий лікар ( 3 сезон 29 серія)                | Лариса                                                    |
| 2018      | Впізнай мене, якщо зможеш                        | Епізод                                                    |
| 2018      | Бабка (1 серія)                                  | Епізод                                                    |
| 2018      | Таємне кохання. Повернення                       | Епізод                                                    |
| 2018      | Принцеса-лягушка (1, 3 серії)                    | Продавчиня у магазині                                     |
| 2018      | Ментівські війни. Харків (5-8 серії)             | Яна                                                       |
| 2018      | Виходьте без дзвінка ( 1 сезон 26 серія)         | Працівниця пошти                                          |
| 2018      | Людина без серця                                 | Віра Тамініна                                             |
| 2018      | Дочки-матері ( 2 серія)                          | Ріелторка                                                 |
| 2018      | Опер за викликом (1 серія)                       | Повія                                                     |
| 2018      | Жити заради кохання( 1 серія)                    | Наташа, медсестра                                         |
| 2019      | Маршрути долі (10 серія)                         | Олена                                                     |
| 2019      | Подорожники (8 серія)                            | Господарка квартири                                       |
| 2019      | Таємниці                                         | Епізод                                                    |
| 2019      | На твоєму боці                                   | Дружина Степана                                           |
| 2019      | Преподи                                          | Марина Денисівна                                          |
| 2019      | Зоя                                              | Юля, медсестра у санаторії                                |
| 2019      | Шукаю тебе                                       | Клієнтка                                                  |
| 2019      | Не жіноча праця                                  | Віка Стасевич                                             |
| 2019      | З вовками жити                                   | Євгенія                                                   |
| 2019      | Скажи лише слово                                 | Ірина Матвєєва                                            |
| 2019      | Солона карамель                                  | Галя, медсестра                                           |
| 2019      | Я все тобі доведу                                | Мама Віті Корнєєва                                        |
| 2019      | Скляна кімната                                   | Менеджерка служби доставки                                |
| 2019      | Я теж його кохаю                                 | Віра, сусідка                                             |
| 2019      | Сильна жінка                                     | Ірина Власова                                             |
| 2019      | Джованні                                         | Діана                                                     |
| 2019–2020 | Родинні зв'язки                                  | Ірина, секретарка Марії                                   |
| 2019–2020 | Агенти справедливості                            | Ольга Борисівна; Ліза, дружина Юркевича                   |
| 2020      | Бідолашна Саша                                   |                                                           |
| 2020      | Ніколи не здавайся                               |                                                           |
| 2020      | Сонячні дні                                      |                                                           |
| 2020      | Подаруй мені щастя                               |                                                           |
| 2020      | Сліпа                                            | Людмила                                                   |
| 2020      | Рись                                             | Аліна, дружина власника клініки                           |
| 2020      | Громада                                          | Мама Аліси                                                |
| 2020      | Виховання почуттів                               | Маша, перукарка                                           |
| 2020      | У полоні минулого                                | Аліса                                                     |
| 2020      | Життя прекрасне                                  | Працівниця СПА-салону                                     |
| 2020      | Сліди, що зникають                               | Олена, мати Лілії                                         |
| 2020      | Помилки молодості                                | Маргарита Аркадіївна                                      |
| 2020      | Розмінна монета                                  | Майка Соболь                                              |
| 2020      | Шуша                                             | Секретарка                                                |
| 2020      | Авантюра                                         | Членкиня дирекції банку                                   |
| 2020      | Стань моєю тіню                                  | Пацієнтка                                                 |
| 2020      | Мій чоловік, моя жінка                           | Лікарка швидкої                                           |
| 2020      | Згадати себе                                     | Медсестра                                                 |
| 2020      | Звонар                                           | Дружина Громова                                           |
| 2020      | Лабіринт                                         | Працівниця аеропорту                                      |
| 2020      | Мавки                                            | Олена Степанівна                                          |
| 2020      | Дільничний з ДВРЗ                                | Таня                                                      |
| 2020      | Виклик                                           | Мама Дмитра                                               |
| 2020–2021 | Слід                                             | Наталія Боровчук; Лариса Пасічна; Дружина Юрія Погребняка |
| 2020–2022 | Речдок                                           | Логунова                                                  |
| 2021      | Мертві лілії                                     | Шантажистка                                               |
| 2021      | Місце під сонцем                                 | Тонік                                                     |
| 2021      | СидОренки-СидорЕнки                              |                                                           |
| 2021      | Юрчишини                                         | Наталя                                                    |
| 2021      | Полонянка                                        | Гінекологиня                                              |
| 2021      | Доктор Віра                                      |                                                           |
| 2021      | Уроки життя та водіння                           | Жвава                                                     |
| 2021      | Кріпостна                                        |                                                           |
| 2021      | Аквамарин                                        | Вихователька у дитбудинку                                 |
| 2021      | Непрекрасна леді                                 | Лікарка швидкої                                           |
| 2021      | Все, що захочеш                                  | Співробітниця РАГСУ                                       |
| 2021      | Виходьте без дзвінка                             | Юлія                                                      |
| 2021      | Щаслива всупереч                                 | Катя, співкамерниця                                       |
| 2021      | Топтун                                           | Ксенія                                                    |
| 2021      | Крила метелика                                   | Віка                                                      |
| 2021      | Ігри дітей старшого віку                         | Маргарита Паніна                                          |
| 2022      | Будинок із чужими таємницями                     | Галя, медсестра                                           |
| 2022      | Здається, надії немає                            |                                                           |
| 2022      | Колір помсти                                     | Працівниця дитбудинку                                     |